# Kamisinga
Kamisinga is een dorp in Kenia in de provincie Magharibi op gemiddeld 1704 meter hoogte.